# Theo Hoffmann
Theo Hoffmann SJ (* 19. Februar 1890; † 17. Dezember 1953) war ein deutscher Jesuit, Lehrer und Gründungsrektor des Canisius-Kollegs Berlin.

## Leben
Theo Hoffmann trat 1910 in den Jesuitenorden in s'Heerenberg ein. Er war Weltkriegsteilnehmer und von 1915 bis 1918 Sanitäter im Kriegslazarett 51. 1921 empfing er die Priesterweihe und war ab 1922 Stellvertreter für seinen Ordensbruder Ludwig Esch SJ für den Bund Neudeutschland (ND) in Köln tätig. 1923 wurde er Lehrerseelsorger in Düsseldorf und von 1925 bis 1928 geistlicher Leiter des Bundes Neudeutschland sowie Schriftleiter des Leuchtturm, der Zeitschrift des ND, in Köln. Nach seinem Terziat im Schloss Exaten bei Roermond legte er 1928 die Letzte Gelübde ab. 1928 wurde er als Gründungsrektor des Canisius-Kolleg nach Berlin berufen.
Von 1936 bis 1941 war Hoffmann bis zum Verbot durch die Nationalsozialisten Chefredakteur der jesuitischen Zeitschrift Stimmen der Zeit. 1941 wurde er Superior im Ignatiushaus in Berlin und erarbeitete von 1943 bis 1945 für eine im Alsatia-Verlag geplante philosophisch-theologische Enzyklopädie. 1944 wurde er Krankenhausseelsorger im Alexianer St. Hedwig-Krankenhaus in Berlin. 1951 wurde er Superior von Sankt Clemens in Berlin.
Seit 1909 war er Mitglied der katholischen Studentenverbindung KDStV Ripuaria Freiburg im Breisgau im CV.

## Schriften
- Theo Hoffmann: Ein "katholisches Gymnasium" in Berlin, in: BACHMANN, Heinrich (Hg.), Das katholische Berlin, München 1929, S. 52.